# Narkomprod van de Russische SFSR
De Narkomprod (Russisch: наркомпрод), volledige naam Narodny Kommissariat Prodovolstvieja (Russisch: Народный комиссариат продовольствия) of Volkscommissariaat voor Voedselvoorraden was het volkscommissariaat van de Russische SFSR dat ging over de voedselvoorraden en industriële goederen. Narkomprod werd geformeerd op 26 oktober 1917 voor het garanderen van de gecentraliseerde bevoorrading van goederen voor de bevolking en voor het organiseren van de levering van landbouwproducten. Tevens diende dit commissariaat voor het stoppen van de handel in voedsel door de vrije markt (aangeduid als kapitalisten). 